# 덩이짓기

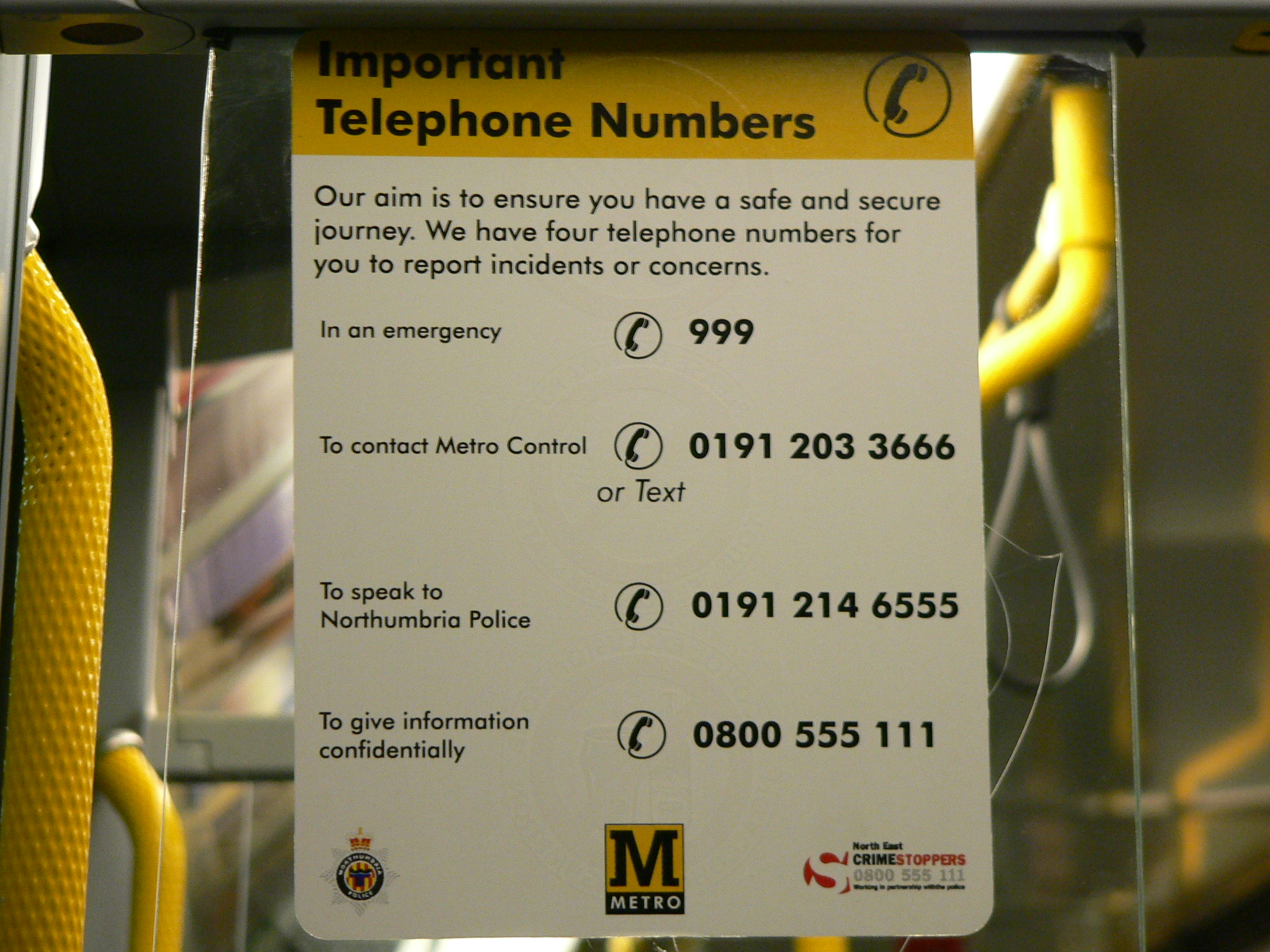
기억하기 좋게 띄어쓴 전화번호 게시판

덩이짓기(Chunking, 청킹)는 정보를 의미있는 묶음으로 만드는 것을 말한다. 인지심리학과 기억법에서는 이것이 인간의 뇌가 기억하는 방법이 장기기억과 단기기억으로 나뉘고 특히 단기기억은 그 정보의 처리가 한계가 있음을 발견한 1956년의 조지밀러의 연구 《마법의 숫자 7±2: 인간의 정보처리능력의 한계》에서 7±2가 그 용량인 것으로 제시되었다. 이러한 용량 제한에 따라 효율적으로 인간의 뇌가 단기기억을 사용하기 위해서는 5~9 사이의 의미덩이(Chunk, 청크, 덩이)들로 만들고 기억하면 편리하다. 예를 들어 전화번호부를 보거나 외울 때 1234567890 대신 12-3456-7890 과 같이 하이픈을 사용하여 끊어서 읽어주면 훨씬 효율적이다.

## 마법의 숫자
조지 밀러의 1956년 연구 《The Magical Number Seven, Plus or Minus Two : Some Limits on our Capacity for Processing Information.》에서는 7±2를 제시하고 7을 마법의 숫자로 여겼다. 이 시기는 정보이론이 심리학에 접목이 되는 시점이었다. 밀러는 단기기억이 어떤 한계 용량을 가지는 특성이 있으며 마치 좁은 운하를 통과하는 것과 같다는 채널 용량(Channel capacity)의 개념을 발견하였다. 다양한 연구를 통해 단순한 이진법적인 기억의 경우에는 9개 정도이며 영문 단어와 같은 경우에는 5개 정도라고 관찰하였다. 또한 묶어지는 전체 크기 또한 같은 제한이 있다.
밀러는 "어떤 사람이 모스 부호를 처음에 듣는다면 장단을 길이를 가지는 각각의 삐~ 소리는 각자 하나의 의미덩이가 된다. 하지만 점차 모스 부호를 외우고 학습함에 따라 이러한 소리는 글자로 치환되고 그러고 나서는 그 글자들을 다시 의미덩이로 볼 수 있게 된다. 더 나아가면 이러한 글자는 단어를 형성하게 되고 이는 또한 더 큰 의미덩이를 형성하게 된다. 결국 이러한 과정을 통해 모스 부호가 마치 말하는 것처럼 전체 문장으로 들리기 시작한다."라고 하였다. 밀러는 1954년 실험에서 이진 숫자를 듣고 암기하는 다섯 그룹을 만들었다. 얼마 정도의 훈련으로 사람들은 거의 40자리의 이진수를 기억할 수 있었다. 밀러는 "어떤 사람을 40자리까지 이진수를 외우게 하고 그것을 실수 없이 거꾸로 외우게까지 하는 것은 드라마틱한 일이었다. 그러나 이것을 기억 용량을 증대하기 위한 하나의 기억법에 지나지 않다고 여긴다면 오산이다. 중요한 것은 우리가 다룰 수 있는 정보의 양을 늘리는 대단히 중요한 도구가 될 수 있다는 것이다."라고 주장하였다.
하지만 넬슨 코원의 2001년 연구인 《마법의 숫자 4±2: 기억력부족의 재구성》에서는 7 대신 4를 마법의 숫자로 제시하였다.
마법의 숫자는 하나의 디자인 원리로서 적용되어 그래픽 디자인이나 사용자 인터페이스의 디자인에서 보다 편리한 사용성의 향상을 위해 사용된다.  마법의 숫자는 소음과 같은 외부적인 환경과 내적인 스트레스등에 따라 줄어들기도 한다.

## 기억력 향상을 위한 방법
일상 생활에서 얻어지는 정보나 숫자들을 기억하기 위해서 의미덩이의 원리를 적절히 이용한 많은 기억 법들이 발전하였다. 전화번호를 끊어서 외는 방법이 대표적인 경우이다. 대부분의 이러한 기억법의 요령은 특별한 방법으로 의미덩이를 적절하게 묶어내는 방법에 관한 것이며 몇 가지는 이미 밀러의 연구 이전부터 존재해 온 것이었다. 이러한 기억법을 지칭하는 말로 청킹(Chunking)이 자주 쓰이기도 한다.

## 장기기억과 의미덩이
밀러의 연구는 단기기억의 구조와 특성에 대한 연구였지만 최근에는 장기기억과 의미덩이의 연관 관계가 많이 연구되고 있다. 체이스 W.G와 시몬 H.A 의 1973년 연구에서는 의미덩이가 체스의 명인이 어떻게 게임을 진행해 나가는지 설명할 수 있다고 주장하였다. 이 연구에서 몇가지 성공적인 전문성과 학습에 관한 발상을 해 낼 수 있었는데  EPAM(Elementary Perceiver and Memorizer, 기본적 인식계와 기억계)와 CHREST(Chunk Hierachy and REtrieval STructures, 의미덩이 계층구조 및 재현구조)와 같은 이론들이 있다.

## 참조 문헌
- Miller, G. A. (1956), The Magical Number Seven, Plus or Minus Two: Some Limits on our Capacity for Processing Information. Psychological Review, 63, 81-97.
- Chase, W. G., & Simon, H. A. (1973). Perception in chess. Cognitive Psychology, 4, 55-81.
- Gobet, F., Lane, P. C. R., Croker, S., Cheng, P. C. H., Jones, G., Oliver, I., & Pine, J.M. (2001). Chunking mechanisms in human learning. Trends in Cognitive Sciences, 5, 236-243.
- Bapi, R. S., Pammi, V. S. C., Miyapuram, K. P., and Ahmed (2005). Investigation of sequence learning: A cognitive and computational neuroscience perspective. Current Science, 89:1690-1698.
- Lashley, K. S. (1951). The problem of serial order in behavior. In Jeffress, L. A., editor, Cerebral Mechanisms in Behavior. Wiley, New York.
- Rosenbaum, D. A., Kenny, S. B., and Derr, M. A. (1983). Hierarchical control of rapid movement sequences. Journal of Experimental Psychology: Human Perception and Performance, 9:86-102.
- Sakai, K., Kitaguchi, K., and Hikosaka, O. (2003). Chunking during human visuomotor sequence learning. Experimental Brain Research, 152:229-242.
- Terrace, H. (2001). Chunking and serially organized behavior in pigeons, monkeys and humans. In Cook, R. G., editor, Avian visual cognition. Comparative Cognition Press, Medford, MA.

## 같이 보기
- 언어습득
- 몰입
- 망각 곡선
- 지식 표현
- 기억
- 장소법
- 기억술